# Hieracium loeflingianum
Hieracium loeflingianum là một loài thực vật có hoa trong họ Cúc. Loài này được Arv.-Touv. & Gaut. mô tả khoa học đầu tiên năm 1908.